# Gustav Gräser
Gustav Arthur Gräser, známý jako Gusto Gräser (* 16. února 1879, Kronštadt (Transylvánie) – 27. října 1958 Mnichov) byl rakousko-německý malíř a básník, jeden ze zakladatelů reformních hnutí na počátku 20. století. Ovlivnil řadu významných evropských umělců a myslitelů.

## Život
Gräser navštěvoval gymnasium a roku 1896 obdržel zlatou medaili za řezbářství na Světové výstavě v Budapešti. Od roku 1897 studoval na Uměleckoprůmyslové škole ve Vídni, ale studií zanechal po návštěvě výstavy Karla Wilhelma Diefenbacha a ještě téhož roku se připojil k jeho komuně v Himmelhofu. Diefenbachův autoritativní způsob jednání mu ale nevyhovoval, proto se vrátil domů a tam namaloval svůj klíčový obraz jakéhosi pozemského ráje "Der Liebe Macht"
V roce 1899 se vydal na osamělou pouť po Evropě, žil z milodarů a prodeje pohlednic, básní a krátkých pojednání a vyhledával umělce a filosofy, kteří s ním byli ochotni diskutovat. Setkal se s Rudolfem Steinerem, Gustavem Landauerem, Erichem Mühsamem, s filosofy Aloisem Riehlem, Ernstem Hornefferem, Gustavem Naumannem, s reformistou Ferdinandem Avenariem, Friedrichem Naumannem, Georgem Kerschensteinerem. Jako literární postava se objevuje v díle Johannese Schlafa, Hermanna Hesse nebo Gerharta Hauptmanna.
Roku 1900 spolu se svým bratrem Karl Gräserem (1875–1920) založil uměleckou kolonii na Monte Verità poblíž Ascony ve Švýcarsku. Odtud se později odstěhoval do jeskyně v blízké vesnici Arcegna, kde ho postupně navštěvovali reformátoři z celé Evropy. Roku 1907 se s ním seznámil Hermann Hesse a stal se jeho tajným žákem. Jiným žákem Gräsera, který pak ovlivnil další umělce v Paříži, včetně Gertrude Steinové, Picassa nebo Matisse byl Raymond Duncan, bratr tanečnice Isadory Duncan. Gräserův tanec v lese při svitu měsíce byl impulzem pro vznik moderního výrazového tance a choreograf Rudolf von Laban založil na Monte Veritá svou taneční školu, kde v letech 1913-1919 pořádal letní kursy a kde začínala např. Mary Wigman.
Po tanečním představení a recitaci roku 1911 ve Schwabingu se Gräser s manželkou a šesti dětmi vydal ve vlastnoručně postaveném karavanu na cestu z Mnichova do Berlína a jako heslo pro nápravu světa si na auto napsal Raus! Raus! Raus! (ven!). Jeho názory nalezly ohlas zejména na levém pacifistickém křídle mládežnického hnutí Wandervogel. V Německu byl v letech 1912 a 1913 opakovaně zatčen a roku 1915 vypovězen do Rakouska, kde byl jako odpůrce války nejprve odsouzen k trestu smrti a nakonec skončil v ústavu pro duševně choré. Po propuštění se vrátil na Monte Veritá a stal se vzorem pro pacifisty z celé Evropy. Kromě tanečníků von Labana a Wigmanové za ním přijeli filozof Ernst Bloch, dramatik Reinhard Göring, sochař Hans Arp, dadaisté Hugo Ball, Hans Richter, Marcel Janco a dále Otto Gross, Leonhard Frank, Franziska Countess zu Reventlow, Oskar Maria Graf, Marianne von Werefkinová, Alexej von Jawlensky, Paul Klee, a Ernst Toller.
Roku 1919 byl Gräser vypovězen ze Švýcarska, pak z Bavorska a Badenska. V roce 1920 se připojil k „Neuen Schar“ Friedricha Muck-Lambertyho a zúčastnil se legendární "křížové výpravy dětí" (nebo také "křížové výpravy lásky") přes sever Bavorska a Durynsko, kterou literárně zpracoval Hermann Hesse v románu Cesta na východ. Po druhém vypovězení z Bavorska odešel roku 1927 do Berlína kde před Protiválečným muzeem (1923-1933) založeným anarchopacifistou Ernstem Friedrichem v blízkost náměstí Alexanderplatz pořádal veřejné diskuse.
Kolem roku 1930 žil v reformní komunitě Grünhorst v Berlíně a odtud putoval spolu se svým synem Otto Großöhmigem Německem. Po převzetí moci nacisty roku 1933 skončil nejprve v koncentračním táboře a pak byl několikrát vězněn. Nakonec v roce 1940 musel opustit i svůj hausbót na Seddinsee a uprchl do Mnichova, kde se po zbytek války skrýval u svých přátel. Zde vytvořil některá svá nejlepší díla (Siebenmah, Wunderbar). Zemřel zcela osamělý roku 1958 v Mnichově. Jeho nepublikovaná díla byla zachráněna v poslední chvíli před zničením a jsou uchovávána v mnichovské Státní knihovně a Archivu v Monte Veritá.
Gräser byl znovuobjeven v 60. a 70. letech jako předchůdce hnutí Zelených a Hippies. Americký kulturní historik Martin Green ho vidí jako " Gándhího Západu ".

### Díla
- Efeublätter. Gedichte. Wien 1902.
- Ein Freund ist da – mach auf! leták, Berlin 1912.
- Winke zur Genesung unsres Lebens. Promluvy a básně. Ascona 1918.
- Zeichen des Kommenden. Sedm litografií. Dresden 1925.
- Notwendwerk. Kresby a básně, soubor litografií. Dresden 1926.
- Bucheckern. Tiskovina. Berlin 1930.
- Wortfeuerzeug. Promluvy a básně. Berlin 1930.
- Tao. Das heilende Geheimnis. Büchse der Pandora, Wetzlar 1979, ISBN 3-88178-032-7, und Umbruch-Verlag, Recklinghausen 2008, ISBN 978-3-937726-04-5.
- AllBeDeut. Unsere Sprachlaute – heimliche Schlüssel zum Aufschluss unsrer Welt. Deutsches Monte Verità Archiv Freudenstein 2000.
- Erdsternzeit.. Výběr z pozdní tvorby, ed. Hermann Müller. Umbruch-Verlag, Recklinghausen 2007 und 2009, ISBN 978-3-937726-02-1.
- Gedichte des Wanderers. ed. Frank Milautzcki. Verlag im Proberaum 3, Klingenberg 2006.
- Der Liebe Macht, olejomalba, Museum Casa Anatta, Monte Verità, Ascona